# Вандерсон Мараньян
Вандерсон Кавалканти Мело (порт.-браз. Wanderson Cavalcante Melo); род. 26 июля 1994, Жуан-Лисбоа, Мараньян или Императрис, Мараньян) — бразильский футболист, полузащитник азербайджанского клуба «Араз-Нахчыван».

## Карьера
Начинал взрослую карьеру в клубе «Коритиба», но так и не сыграл за него в официальных матчах. В 2015—2017 годах выступал в различных клубах в чемпионатах штатов Парана и Сан-Паулу. В августе 2017 года перешел в клуб «АФК Эскильстуна» из элитного дивизиона Швеции, однако по итогам сезона 2017 команда выбыла в Суперэттан.
В январе 2018 года прибыли в белорусский клуб «Витебск», а в феврале клуб официально объявил о подписании контракта с бразильским полузащитником. Закрепился в стартовом составе витебской команды. В начале 2020 года находился в Бразилии и не тренировался с витебским клубом, однако в феврале подписал с клубом трехлетний контракт и вернулся в команду. Оставался игроком основного состава команды.
1 февраля 2022 года перешёл в украинский клуб «Черноморец» из Одессы, но в марте был отдан в аренду в литовский «Паневежис».

## Достижения
- Победитель Копа Паулиста: 2016